# 金点闪蛛
金点闪蛛（学名：Heliophanus auratus）为跳蛛科闪蛛属的动物。分布于阿尔巴尼亚、澳大利亚、比利时、塞浦路斯、法国、希腊、意大利、俄罗斯、德国、美国、以及中国大陆的内蒙、新疆等地。